# Anna Bergenstråhle-Hildinger
Anna Charlotta Gabriella Bergenstråhle-Hildinger, född Bergenstråhle 29 november 1857 i Adelövs församling, Jönköpings län, död 23 maj 1958 i Farsta församling, Stockholms stad, var en svensk rösträttsaktivist. 
Hon var dotter till överstelöjtnanten och postmästaren Claes Bergenstråhle och Ottilia, född Bergenstråhle, samt gift med Hilding Andersson.
Hon var verksam i kampanjen för införandet av kvinnlig rösträtt i Sverige och ordförande för Föreningen för kvinnans politiska rösträtt i Växjö 1903–1904. 